# Don Khon
Don Khon är en ö i Laos.   Den ligger i provinsen Champasack, i den södra delen av landet, 600 km sydost om huvudstaden Vientiane.